# Лори Маккена
Лори Маккена (на английски: Lori McKenna) е американска фолк певица и авторка на песни. Тя живее в Масачузетс заедно със съпруга си и петте им деца.
Маккена започва да пише песни като тийнейджър и става професионален автор на 27-годишна възраст, когато тя е вече женена и има 3 деца. Тя започва да пее на „отворени вечери“ в Бостън и след това и на собствени представления. Работейки заедно с мениджъра си Габриел Ънгър, певицата успява да реализира четири независими СД-та Paper Wings and Halos, Pieces of Me (продуцирано от Крит Хармън), The Kitchen Tapes (само-продуцирани демота), и Bittertown (продуцирано от Лорн Ентрес).
През 2004 г. Маккена подписва публично споразумение с Harlan Howard Music. Певицата получава повече внимание през 2005 г., когато Фейт Хил записва кавъри на четири от песните ѝ – три от които влизат в релийза на Хил от 2005 г. Fireflies. През 2007 г. Маккена заминава на турне заедно с Хил и Тим МакГроу. Най-новият албум на певицата, Unglamorous, излиза на 14 август, 2007 г.
В допълнение на собствените си албуми Маккена участва и като автор на някои от песните в албуми на други изпълнители като Питър Гейбриъл, Нийл Янг и Менди Мор.